# Via Alpina
La Via Alpina és una xarxa de senders dels Alps que connecta la ciutat de Trieste amb Mònaco i que ofereix cinc rutes que travessen vuit estats alpins: Eslovènia, Itàlia, Àustria, Alemanya, Liechtenstein, Suïssa, França i Mònaco.
La Via Alpina va ser iniciada per la Grande traversée des Alpes (GTA) l'any 1999 i creada oficialment l'any 2000 en col·laboració amb diverses organitzacions públiques i privades dels vuit estats. Entre el 2001 i el 2008 el projecte va rebre subvencions de la Unió Europea en el marc dels Fons de Desenvolupament Regional. Des de l'any 2005 la Via Alpina també és un projecte oficial de la Convenció Alpina, ja que contribueix a fomentar el desenvolupament sostenible a la zona. El secretariat internacional del projecte va ser proporcionat per la mateixa GTA fins a finals de 2013, i des de llavors per la Comissió Internacional per a la Protecció dels Alps (CIPRA). A nivell local, es nomena un secretari nacional de cada estat.

## Descripció

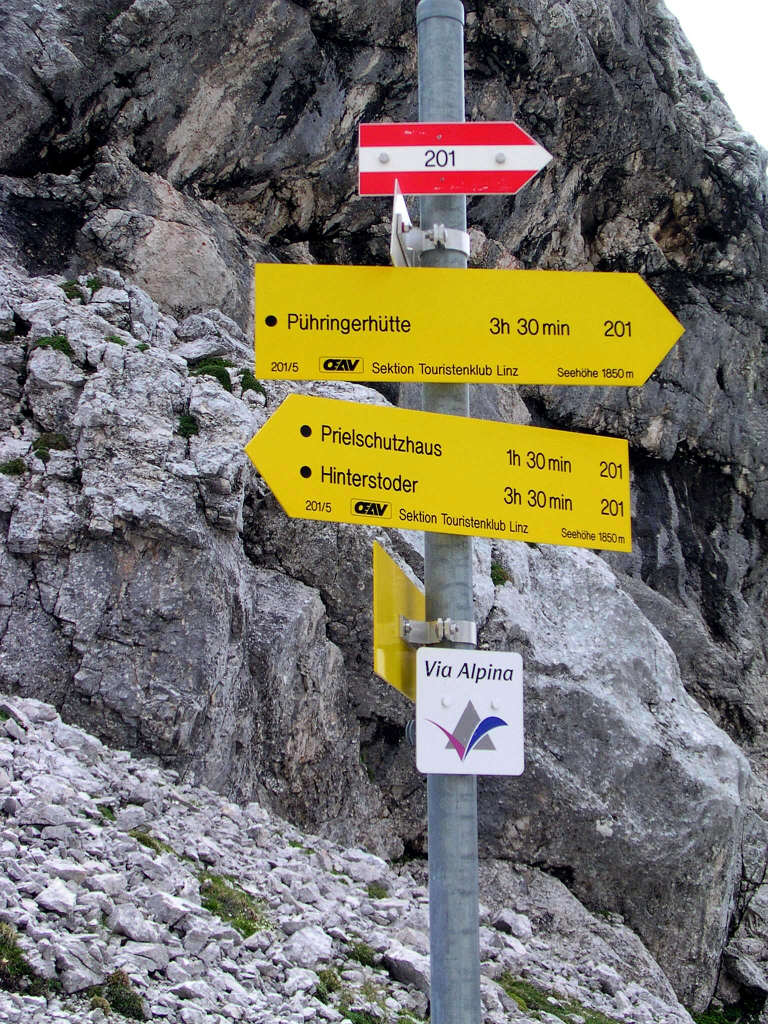
Pal indicador de la Via Alpina

Per a la Via Alpina no s'ha arranjat cap nou camí ni s'ha construït cap nova infraestructura sinó que s'utilitza la xarxa existent de senders i refugis de muntanya. S'ha afegit el logotip de Via Alpina a la senyalització antiga i 340 punts de parada estan equipats amb panells informatius multilingües. Les cinc rutes sumen més de 5.000 km de senders i un total de 342 etapes diàries:
- Itàlia: 121 etapes
- Àustria: 70 etapes
- Suïssa: 54 etapes
- França: 40 etapes
- Alemanya: 30 etapes
- Eslovènia: 22 etapes
- Liechtenstein: 3 etapes
- Mònaco: 1 etapa

### Itinerari roig
L'itinerari roig és, amb les seves 161 etapes, la ruta central de la Via Alpina i l'única que passa per cadascun dels països. Travessa els següents massissos: Alps Julians - Karavanke - Alps Càrnics - Dolomites - Alps de Zillertal - Alps del Tux - Karwendel - Wetterstein - Alps de Lechtal - Alps d'Allgäu - massís de Lechquellen - Massís de Bregenzerwald - Rätikon - Silvretta - Serra de Sesvenna - Massís de l'Ortles - Serra de Livigno - massís de la Bernina - Alps Lepontins - Alps Penins - Alps Bernesos - massís de Giffre - Aiguilles Rouges - massís del Mont-Blanc - Alps de Graies - massís del Mont Cenis - massís de Cerces - massís dels Escrinhs - massís del Queyras - massís de Chambeyron - massís del Mercantour-Argentera - Alps Lígurs - Prealps de Niça.

### Itinerari verd
L'itinerari verd és, amb les seves 13 etapes, la ruta més curta però una de les més variades de la Via Alpina, sobretot per l'Oberland bernès. Proposa el tríptic Eiger - Mönch - Jungfrau. En 17 etapes, connecta Vaduz, capital de Liechtenstein, i Montreux a la vora del llac Léman, travessant 14 collades dels Alps suïssos i sis cantons.

### Itinerari groc
L'itinerari groc té 40 etapes i permet descobrir el món de les glaceres però també la història d'Ötzi, que es troba no gaire lluny del punt més alt de la Via Alpina, el refugi Similaun (3.019 m ). Travessa els següents massissos: Alps Julians - Alps Càrnics - Dolomites - Alps d'Ötztal - Alps de Lechtal - Alps d'Allgäu.

### Itinerari blau
L'itinerari blau té 61 etapes: Alps Penins - massís del Gran Paradiso - Alps de Graies - Alps Cotians - massís de Chambeyron - massís del Mercantour-Argentera - Prealps de Niça.

### Itinerari violeta
L'itinerari violeta ofereix la descoberta de quatre parcs nacionals, però també la rica cultura dels Alps amb la biblioteca monàstica més gran del món a l'Abadia d'Admont o els castells reials bavaresos de Hohenschwangau. Passa pels següents massissos: Alps Julians - Alps Kamnic - Karavanke - Alps Lavanttal - Niedere Tauern - Alps Ennstal - massís Mort - massís del Salzkammergut - massís de Dachstein - massís de Tennen - Alps de Berchtesgaden - Alps de Chiemgau - Prealps de Baviera - Alps d'Ammergau - Alps d'Allgäu.